# Municipio de Coquimatlán
El municipio de Coquimatlán es uno de los diez municipios que conforman al estado mexicano de Colima, ocupa el centro del territorio del estado, limita al norte con Villa de Álvarez, al sur con Armería y Tecomán, al este con Colima, al oeste con Manzanillo y al noroeste con Minatitlán.

## Descripción
El municipio mantiene gran comunicación con la capital del estado gracias al campus que tiene la Universidad de Colima (integrado por varias Facultades de nivel profesional a la entrada de la cabecera municipal), pues los camiones urbanos salen hacia allá cada 15 minutos, lo que ha favorecido que muchos jóvenes se desplacen, ya sea para estudiar o divertirse, a los municipios de Colima y Villa de Álvarez, ya que el tiempo promedio para llegar a éstos es de 15 a 20 minutos. En las localidades de Coquimatlán se puede apreciar que todavía existen casos de jóvenes que a temprana edad ya tienen hijos, lo que les ha reducido las posibilidades de continuar estudiando la preparatoria. Otras de las problemáticas observadas es el consumo de bebidas alcohólicas, lo que desencadena otra serie de inconvenientes de carácter social, como la violencia y la delincuencia. Pero no todo es tan negativo: podemos advertir que aún se conservan otras costumbres arraigadas entre la población adulta y joven que, de alguna manera, atenúan los problemas descritos. Una de las actividades realizadas por los jóvenes consiste en ir los fines de semana con los amigos a los jardines principales de las comunidades, o bien, trasladarse a Colima o Villa de Álvarez al cine, bailes o a la disco, ya que en el municipio se organizan de manera esporádica. También existen algunas agrupaciones como las deportivas, los grupos juveniles y partidos políticos en los que su propia estructura organizativa tiene consideradas actividades de recreación.

### Toponimia
Para mayor información del escudo de Coquimatlán, ver el artículo: Escudo de Coquimatlán
Lugar en el cual se escucha el resonante sonido del tren cuando pasa, proveniente de Guadalajara, Jalisco; donde aún los viejecitos ponen su silla afuera de sus casas para platicar y desprenderse un poco del calor, el cual es característico de esa zona, ya que cuenta con un clima cálido subhúmedo y donde todos los domingos se puede ver en el jardín principal (sitio donde se encuentra ubicado el templo principal del pueblo) a la mayoría de los jóvenes poniéndose sus mejores vestimentas para salir a pasear y conversar con los amigos. Así es Coquimatlán. Coquimatlán significa “Lugar donde se cazan o atrapan torcazas”; así se le denomina a este municipio debido a la raíz náhuatl de su nombre, que se compone de 3 palabras indígenas: caqui, que significa palomas o torcazas; ma, refiriéndose a mano, tomar o asir, y, finalmente, la sílaba tian, lugar; es así como se llega a la definición de uno de los 10 municipios del estado; el cual, por su ubicación geográfica se encuentra localizado en el centro del territorio colimense.

### Historia
Los principales personajes que sobresalieron en el desarrollo municipal, entre los años de 1902 y 1922, fueron Faustino Aguilar Zamora, Hilario G. Castañeda y Marcos García. La construcción de la carretera a Colima y caminos vecinales, la introducción del agua
potable y la energía eléctrica en 1956-60, aunados a la construcción del sistema de riego y pozos profundos en 1963 y el crecimiento de la agricultura y la ganadería, constituyen factores que propiciaron el auge a Coquimatlán. Desde 1987, la cabecera cuenta con carretera de 4 carriles que une a Colima con los demás estados de la República. Coquimatlán fue una congregación que formaba parte del señorío de Collimán; sus habitantes tenían formas esquemáticas de organización socio-política con diversos dirigentes, quienes conducían manifestaciones tanto religiosas como la participación de la autoridad militar. La vida independiente de este municipio inició en el siglo XV, que inicialmente se estableció en los márgenes del arroyo de Comala y el río Armería; sin embargo, debido a una creciente del arroyo Comala, la cual devastó el lugar, se tuvo que trasladar el municipio a su ubicación actual. El nombre original del municipio, pronunciado erróneamente como “Coximatlán”, fue cambiado a “San Pedro Coquimatlán” con la llegada de los conquistadores. El desarrollo de Coquimatlán se inició a partir de 1889, con la introducción del ferrocarril de vía angosta, mismo que aumentó considerablemente en 1908, con el de vía ancha a Guadalajara.

### Principales Localidades
El municipio de Coquimatlán cuenta con cinco localidades: Pueblo Juárez, La Esperanza, Jala, El Chical y la cabecera municipal con el mismo nombre que el municipio.
- Coquimatlán. Sus principales actividades económicas son las agropecuarias, exportación de maíz, limón y arroz, preferentemente, así como la cría, engorda y exportación de ganado bovino. El número de habitantes es de 10,863 y la distancia a la capital son 9 kilómetros.
- Pueblo Juárez. Además de la producción agropecuaria, los minerales de hierro del cerro "Del náhuatl", son explotados por una empresa minera que se allega recursos a los ejidatarios de este lugar. La distancia a la cabecera municipal es de catorce kilómetros y la población es aproximadamente de 2,500 habitantes.
- La Esperanza. Este poblado, como los demás del municipio, tiene como principal actividad económica la agropecuaria y explota, en pequeña escala, la piscícola mediante estanquería; asimismo, cuenta con 600 habitantes y la distancia con la cabecera municipal es de 6 kilómetros.
- Jala. Entre sus principales actividades destacan el cultivo del limón, maíz y la explotación de la palma de coco de agua. Está unida a la cabecera municipal por la carretera Coquimatlán-La Madrid y por el ferrocarril Manzanillo-Colima, con una distancia de diez kilómetros. Tiene una población de quinientos veintidós habitantes.
- El Chical. Las tierras de temporal y, en menor escala las de riego, producen maíz y limón principalmente, así como la sabrosa fruta conocida como "el chico", única en el municipio y de donde se origina su nombre. La estanquería permite la explotación piscícola, preferentemente de "tilapia". La distancia a la cabecera municipal es de nueve kilómetros y la población está considerada en 520 habitantes.

### Educación
En el municipio existen diversos planteles estudiantiles, en el caso de la enseñanza inicial se cuenta con niveles: preescolar, primaria, secundaria, preparatoria y enseñanza técnica. En el caso de la instrucción de nivel superior el municipio cuenta con cuatro
facultades de la Universidad de Colima, Ciencias Químicas, Ingeniería Mecánica y Eléctrica (FIME), Ingeniería Civil y Arquitectura.

### Clima, Flora y Fauna
- La vegetación: En la mayor parte de la superficie, es de monte bajo con existencia de manglares en pequeñas zonas aisladas, y en la parte oeste del municipio, en las rancherías de La Sidra y El Algodonal, se encuentra una nutrida vegetación de altos y robustos árboles entre los que destacan mayoritariamente "Los Mojos". En otros lugares de la superficie se encuentran las frondosas "parotas" (huanacaxtles, grandes árboles protegidos por el gobierno estatal debido a su importante valor ecológico que para muchos pobladores son representativos del estado), primaveras, capomos, pochotes (árboles que producen un material semejante al algodón, utilizado antiguamente para rellanar almohadas) y tepehuajes. Corresponden a los bosques el 16.07 % de la superficie y a la selva, 58.82% de la misma. Existe una variada fauna silvestre compuesta por venados, coyotes, armadillos, tezmos, iguanas, güilotas y torcazas.

Cabe destacar que los yacimientos ferríferos del cerro del Náhuatl, explotados por una empresa minera con capacidad, al inicio de sus operaciones en 1988, tuvieron una producción de 25 millones de toneladas con ley de hierro total de 33%. En el cerro del “Alcomún” existen yacimientos de cal, yeso y cal hidráulica. La región pertenece a la Era Cuaternaria con suelos de tipo sedimentario, producto del acarreo de los ríos y material volcánico; su textura es muy diversa, variando incluso en distancias cortas, pero predomina la de suelo arcilloso-arenoso. El suelo se utiliza en 24.81% para la agricultura con sembradíos de riego y de temporal; el 75.19% está cubierto por monte bajo, bosques y pastizales encontrándose enclavadas en esta superficie las 3,746 viviendas de la cabecera municipal y sus 12 poblados.
- Clima: El municipio es dominado por clima cálido subhúmedo en el 90% de su territorio, con lluvias en verano de menor humedad; la parte noroeste tiene 8.52 % de clima semicálido subhúmedo, con lluvias en verano de humedad media; al sur, en el límite con el municipio de Armería, es 0.57 % con clima cálido subhúmedo y lluvias en verano de humedad media. La temperatura media anual es de 26 °C, y la precipitación pluvial media anual es de 67.3 milímetros con régimen de lluvias que abarcan los meses de julio, agosto, septiembre y octubre.

### Comunicaciones
El municipio está comunicado por una red de caminos vecinales balastreados y entroncados a carreteras pavimentadas que unen los poblados con la cabecera municipal; esta tiene una vía de comunicación de 4 carriles que la enlaza con la capital y demás estados de la República. El ferrocarril atraviesa el lado oriente de la población y en la actualidad únicamente ofrece servicio de carga. El servicio telefónico para cada vivienda se proporciona en la cabecera municipal y Pueblo Juárez. En el resto del municipio existen casetas públicas y telefonía rural. La cabecera municipal cuenta con oficinas de correos y telégrafos y, dada la cercanía con la capital del estado, existe cobertura de telefonía celular

### Actividades económicas
Entre las actividades económicas que se practican en Coquimatlán están:
- Agricultura: Es la base fundamental de la economía del municipio. El total de hectáreas cultivables es de 10,744; de las cuales, 6,682 son de riego y 4,062 de temporal. Con una diversidad de al menos 15 variedades de cultivos.
- Ganadería: se cría ganado bovino, porcino, caprino, caballar y aves.
- Pesca: se practica la pesca a nivel rudimentario, capturándose principalmente langostinos y chacales, existiendo también estanques de siembra de tilapia.
- Minería: explotándose yacimientos ferríferos del cerro Náhuatl, yeso, mármol y calizas.
- Industria: En este sector podemos comentar que existen cuatro empacadoras de cítricos y una de carnes frías, una planta de fabricación de aceite de limón y otra de purificación de agua con una sucursal; una procesadora de miel de abeja, herrerías artísticas y fábricas de muebles; también hay explotación de productos ferruginosos por la industria minera “Las Encinas”, S.A., del grupo Hylsa. La planta "Rancho Santa Martha”, es un proyecto en realización para la engorda y exportación de ganado; posteriormente continuará con el enlatado de carnes frías y probablemente con el de productos cítricos.

### Cultura
La cultura de una comunidad está representada por sus conocimientos, sus prácticas y sus objetos. En Coquimatlán se cuenta con tres bibliotecas, tres salas de lectura y una Casa de la Cultura. Respecto a las tradiciones, el municipio cuenta con las fiestas charro-taurinas que se realizan en el mes de enero de cada año; éstas se celebran junto con las religiosas, que están dedicadas en honor del Señor de la Expiración, patrono del pueblo. Cabe mencionar que en la cabecera municipal podemos encontrar un monumento realizado en honor de Jesús Alcaraz, quien fuese compositor del famoso vals “Sentimientos”; esta construcción se encuentra ubicada en la callejuela norte de lo que es el jardín principal, en la calle 5 de Mayo. Por su parte, la actividad teatral nació en Coquimatlán en el año de 1919, con la presentación de la obra "Genoveva de Bravante". En 1933, la maestra Felipa Ceja promovió esta actividad, misma que fue continuada en 1938 por Herón Montaño, Valentín Macías y Esther Cortés; posteriormente por Francisco Ramírez y Jesús Rodríguez; en 1957 por el grupo cultural Coquimatlán, y de 1983 a 1988 por Florencio López Cárdenas y Jesús Rodríguez, quienes fundaron el Ballet Folklórico "Ayuntamiento de Coquimatlán" y dieron fuerte impulso a las representaciones teatrales. Con respecto a la gastronomía, los langostinos de río "al mojo de ajo" y en sopa, tienen fama nacional; los tamales y guisado de "chigüilín" (pescado de río), "el menudo" y "la pepena", preparados estos dos últimos con las vísceras del ganado vacuno y porcino, respectivamente, son platillos exquisitos y propios de esta región.

### Recreación y Turismo
Coquimatlán se caracteriza por tener ríos y arroyos a su alrededor, por lo tanto, gente de todo el estado y algunos turistas que visitan el territorio colimense, acuden a este municipio como un espacio recreativo familiar en donde pueden pasar un buen rato y divertirse tanto entre amigos como con la familia. A continuación se mencionan algunos de los sitios más destacados para tales actividades de esparcimiento.
- Los Amiales. Pequeño manantial de agua transparente y fría, en el que el agua nace de la ladera del cerro, formando bellos estanques ideales para nadar. Este agradable espacio recreativo está ubicado a cinco minutos de la cabecera municipal por la carretera a Coquimatlán.
- Jala. A este paradisíaco lugar se puede llegar en coche o autobús; es un remanso de abundante vegetación tropical y acuática, con estanques naturales de aguas cristalinas y frescas que nacen en la ladera del cerro contiguo al lugar, formando un arroyo que serpentea entre pequeñas explanadas de robustos y frondosos árboles que dan sombra a una extensión de kilómetro y medio.
- La Piedra coheteada, El Atrancón y El Paraíso. Son lugares turísticos de estanques naturales de agua nacida ahí mismo y atractivos paisajes de gran belleza; se puede llegar en vehículo por camino balastreado y entroncado a la carretera Coquimatlán-Pueblo Juárez, a solo diez minutos de la cabecera municipal.

### Tecnología
En las localidades de Pueblo Juárez, La Esperanza, Jala y El Chical, casi el total de los hogares cuentan con al menos una televisión; cabe mencionar que en un recorrido por estas localidades, se pueden observar antenas parabólicas en los techos de varias casas. En algunas entrevistas informales con miembros de las comunidades, mencionaron que en la mayoría de las viviendas también tienen radiograbadora o estéreo, y solo una minoría cuenta con teléfono en casa o celular. En este sentido, las cuatro localidades cuentan con casetas telefónicas de las compañías telefónicas Telmex y Ladafón, ubicadas en el jardín, afuera de la alcaldía o de algunas de las tiendas de abarrotes que están en el centro de la localidad.

## Localidades
En el censo de 2020 el municipio de Coquimatlán contaba con 101 localidades.
| Código INEGI      | Localidad         | Población (2020) |
| ----------------- | ----------------- | ---------------- |
| 060040001         | Coquimatlán       | 14 892           |
| 060040015         | Pueblo Juárez     | 2 300            |
| Otras localidades | Otras localidades | 3 645            |
| Total municipal   | Total municipal   | 20 837           |